# Маэда, Тосио
Тосио Маэда (яп. 前田俊夫 Маэда Тосио, р. 1953 г.) — мангака, прославившийся мангой в жанре хентай. Наиболее активный период его творчества пришелся на период 1980-1990-х годов, когда были созданы La Blue Girl, Adventure Kid, Demon Beast Invasion и наиболее популярная «Уроцукидодзи». Его мангу, кроме наличия откровенных сцен, отличают качественные и интересные сюжеты.

## Биография
Тосио Маэда родился в Осаке. С детства он увлекался мангой и читал её в огромных количествах, вплоть до фанатизма. Он сам научился рисовать. Его художественный стиль развивался под влиянием не японской манги, а американских комиксов («Человек-паук», «Бэтмен») и мультфильмов Walt Disney, которые Маэда любил в детстве. Особенно его впечатлял стиль таких художников, как Гил Кейн, Нил Адамс и Джо Куберт. Когда Тосио Маэде исполнилось 16, переехал в Токио и стал ассистентом профессионального аниматора. Перед ним стоял выбор: рисовать детскую мангу или мангу для взрослых. Хотя Маэда начал с детской манги, он вскоре устал от неё из-за большого количества ограничений, действующих в работах для детей: нельзя было касаться не только эротических сцен, но и многих религиозных или политических вопросов. Тогда Маэда обратился ко «взрослой» тематике.
Маэду называют создателем жанра тентаклей в хентае. В интервью автор шутливо заявлял, что хочет, чтобы на его могильном камне было выгравировано «Мастер тентаклей». На самом деле, подобные сюжеты появлялись в японском искусстве и ранее, а Маэда в «Уроцукидодзи» оживил их, чтобы обойти действовавшие тогда ограничения в японском законодательстве, касающиеся порнографии. Аниме, снятое по «Уроцукидодзи», стало культовым и в глазах западного зрителя зачастую символизирует хентай как явление. Оно создало новый жанр в аниме — «эротический хоррор», порнографию ужасов, содержащую не обязательно пугающие, но шокирующие сцены. Второй по популярности его работой является La Blue Girl, по мотивам которой было снято множество анимационных фильмов и три порнографических фильма режиссёра Канамэ Кобаяси: «Sex Beast on Campus» (1994), «Birth of the Daughter with Dark Spirit» (1995) «Sex Beast on Campus: Female Ninja Hunting» (1996).
Также выступил продюсером аниме Demon Warrior Koji (яп. KOJI～快楽殺人調査官～ кодзи кайраку сацудзин тёсакан), выпущенного студией Phoenix Entertainment в 1999 году (режиссёр — Ясунори Урата, сценарист — Такао Кавагути).
В 2001 году дорожно-транспортное происшествие на мотоцикле привело к тому, что Маэда с трудом может рисовать.

## Список работ

Обложка первого тома манги La Blue Girl на английском языке, изданного в 2002 году компанией Manga 18.

| Название                 | Японское название    | Издатель             | Дата первой публикации |
| 1970-е                   | 1970-е               | 1970-е               | 1970-е                 |
| ------------------------ | -------------------- | -------------------- | ---------------------- |
| Kaiten Arashi            | 開店荒ら             |                      |                        |
| Ashita-e Kick Off        | 明日へキックオフ     | Hit Comics           | 1977                   |
| 1980-е                   |                      |                      |                        |
| Akuryou Shima            | 悪霊島               | Action Comics        | 1981                   |
| Yokubou no Wana          | 欲望の罠             | Comic Pack           | 1982                   |
| Yokubou no Rinbu         | 欲望の輪舞           | Comic Pack           | 1983                   |
| Jigoku no Kiss           | 地獄のキッス         | Joy Comics           | 1983                   |
| Banquet of Desire        | 欲望の狂宴           | Comic Pack           | 1984                   |
| Yokubou no Mokushiroku   | 欲望の黙示録         | Comic Pack           | 1986                   |
| Urotsukidoji             | うろつき童子         | Wani Magazine Comics | 1986                   |
| Fuuun Kurozukin          | 風雲黒頭巾           |                      | 1987                   |
| Chi no Wana              | 血の罠               |                      | 1987                   |
| Habu Ga Iku              | HABUが行く           | Wani Magazine Comics | 1987                   |
| Adventure Kid            | アドベンチャーKID    | Wani Magazine Comics | 1988                   |
| Black Board Jungle       | 外道学園             | Tsukasa Comics       | 1988                   |
| Yumechou Child           | 夢宙チャイルド       | Tatsumi Comics       | 1988                   |
| Choukedamono Densetsu    | 超獣伝説             | Million Comics       | 1988                   |
| Niku Man De Gou          | 肉マンでゴー         | Wani Books           | 1988                   |
| Oni Gari                 | 鬼狩り               | Pyramid Comics       | 1988                   |
| Youjuu Kyoushitsu Gakuen | 妖獣教室             |                      | 1989                   |
| La Blue Girl             | ラ・ブルー・ガール   | Suberu Comics        | 1989                   |
| Injuu no Tenshi          | 淫獣の天使           | Men’s Comics         | 1989                   |
| Yokoshima Seiken         | 邪聖剣ネクロマンサー | Takarajima Comics    | 1989                   |
| 1990-е                   |                      |                      |                        |
| Mado Senshi              | 魔童戦士             | Tatsumi Comics       | 1990                   |
| Hajikareta Houkago       | 弾かれた放課後       |                      | 1990                   |
| Okkake Datenshi          | おっかけ堕天使       | Gekiga King Comics   | 1990                   |
| Kikou Jinruiten Body     | 機甲人類伝BODY       | Wani Magazine Comics | 1991                   |
| Magical Shimai           | 魔ジカル姉妹         |                      | 1991                   |
| Shin Urotsukidoji        | 新うろつき童子       | Action Camera Comics | 1993                   |
| Oni no Kotarou           | 鬼の小太郎           | Suberu Comics        | 1993                   |
| Rika to Jirainari        | 里香と地雷也         | Suberu Comics        | 1993                   |
| Ryakudatsu Toshi         | 略奪都市             | Suberu Comics        | 1993                   |
| Korogari                 | ころがり釘次女体指南 | Core Comics          | 1996                   |
| Kaikan Therapist         | 快感セラピスト       | Kyun Comics          | 1998                   |
| Kairaku Shigotonin       | 快楽仕事人           | Suberu Comics DX     | 1999                   |